# Landaville
Landaville és un municipi francès, situat al departament dels Vosges i a la regió del Gran Est. L'any 2007 tenia 312 habitants.

## Demografia

### Població
El 2007 la població de fet de Landaville era de 312 persones. Hi havia 132 famílies, de les quals 36 eren unipersonals (12 homes vivint sols i 24 dones vivint soles), 44 parelles sense fills i 52 parelles amb fills.
La població ha evolucionat segons el següent gràfic:
Habitants censats

### Habitatges
El 2007 hi havia 147 habitatges, 130 eren l'habitatge principal de la família, 6 eren segones residències i 11 estaven desocupats. 130 eren cases i 17 eren apartaments. Dels 130 habitatges principals, 108 estaven ocupats pels seus propietaris, 18 estaven llogats i ocupats pels llogaters i 4 estaven cedits a títol gratuït; 1 tenia una cambra, 5 en tenien dues, 12 en tenien tres, 32 en tenien quatre i 80 en tenien cinc o més. 96 habitatges disposaven pel capbaix d'una plaça de pàrquing. A 55 habitatges hi havia un automòbil i a 59 n'hi havia dos o més.

### Piràmide de població
La piràmide de població per edats i sexe el 2009 era:
| Homes | Edats   | Dones |
| ----- | ------- | ----- |
| 0     | 95 o +  | 0     |
| 0     | 90 a 94 | 0     |
| 0     | 85 a 89 | 4     |
| 0     | 80 a 84 | 0     |
| 4     | 75 a 79 | 16    |
| 4     | 70 a 74 | 4     |
| 4     | 65 a 69 | 0     |
| 8     | 60 a 64 | 16    |
| 4     | 55 a 59 | 8     |
| 16    | 50 a 54 | 0     |
| 12    | 45 a 49 | 16    |
| 20    | 40 a 44 | 12    |
| 4     | 35 a 39 | 8     |
| 24    | 30 a 34 | 16    |
| 4     | 25 a 29 | 16    |
| 0     | 20 a 24 | 0     |
| 4     | 15 a 19 | 8     |
| 12    | 10 a 14 | 16    |
| 16    | 5 a 9   | 8     |
| 8     | 0 a 4   | 12    |

## Economia
El 2007 la població en edat de treballar era de 198 persones, 152 eren actives i 46 eren inactives. De les 152 persones actives 136 estaven ocupades (72 homes i 64 dones) i 16 estaven aturades (10 homes i 6 dones). De les 46 persones inactives 16 estaven jubilades, 11 estaven estudiant i 19 estaven classificades com a «altres inactius».

### Ingressos
El 2009 a Landaville hi havia 127 unitats fiscals que integraven 317 persones, la mediana anual d'ingressos fiscals per persona era de 16.499 €.

### Activitats econòmiques
Dels 19 establiments que hi havia el 2007, 1 era d'una empresa extractiva, 1 d'una empresa de fabricació d'altres productes industrials, 6 d'empreses de construcció, 4 d'empreses de comerç i reparació d'automòbils, 2 d'empreses de transport, 1 d'una empresa d'hostatgeria i restauració, 2 d'empreses financeres i 2 d'empreses de serveis.
Dels 6 establiments de servei als particulars que hi havia el 2009, 1 era un paleta, 2 fusteries, 2 lampisteries i 1 restaurant.
L'únic establiment comercial que hi havia el 2009 era una botiga de menys de 120 m².
L'any 2000 a Landaville hi havia 14 explotacions agrícoles que ocupaven un total de 724 hectàrees.

## Equipaments sanitaris i escolars
El 2009 hi havia una escola elemental.

## Poblacions més properes
El següent diagrama mostra les poblacions més properes.